# Plethodon angusticlavius
Plethodon angusticlavius é uma espécie de salamandra da família Plethodontidae.
É endémica das Montes Ozark no Missouri, Arkansas e Oklahoma.
Os seus habitats naturais são: florestas temperadas, nascentes de água doce, áreas rochosas e cavernas.
Está ameaçada por perda de habitat.